# Albert Bierstadt

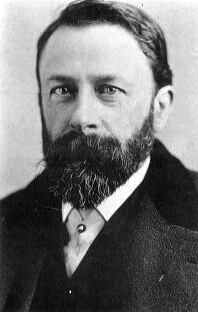
Albert Bierstadt

Albert Bierstadt (* 7. Januar 1830 in Solingen; † 18. Februar 1902 in New York City) war ein US-amerikanischer Landschaftsmaler deutscher Herkunft.

## Leben und Werk
Als Bierstadt zwei Jahre alt war, verließen seine Eltern gemeinsam mit zwei weiteren Söhnen Deutschland und siedelten sich 1833 in New Bedford, Massachusetts an, damals ein wichtiges Zentrum der US-amerikanischen Walfangindustrie. Bierstadts Vater hatte dort Arbeit als Kellermeister gefunden. Über seine Jugendjahre ist wenig bekannt. 1850 begann Bierstadt, der Autodidakt war, eine professionelle Laufbahn als Zeichenlehrer. In dieser Frühphase lernte er Daguerreotypisten kennen, die sein Interesse für Fotografien weckten. Seine Brüder Charles Bierstadt (1819–1903) und Edward Bierstadt (1824–1906) wurden Berufsfotografen.
In der Absicht, von dem Cousin seiner Mutter, dem Maler Johann Peter Hasenclever, eine formale Ausbildung zu erhalten, ging er 1853 zurück nach Deutschland. Kurz vor Bierstadts Ankunft in Düsseldorf starb Hasenclever. Bierstadt kam bei dessen Malerfreunden unter, die ihn unterstützten. Von 1853 bis 1857 studierte er an der Kunstakademie Düsseldorf, unter anderem Landschaftsmalerei bei Carl Friedrich Lessing und Andreas Achenbach sowie anderen Vertretern der Düsseldorfer Malerschule. Er schloss sich dem sechs Jahre älteren Maler Emanuel Leutze an, in den USA aufgewachsen wie er und ebenfalls auf der Suche nach seinen europäischen Wurzeln. Gemeinsam mit anderen Malerfreunden – Sanford Robinson Gifford und Worthington Whittredge – bereiste er Deutschland, die Schweiz und Italien. Hier fertigte er zahlreiche Skizzen an, die er später im Atelier als Vorlage für großflächige Ölgemälde verwandte; das Monumentale sollte sein Markenzeichen werden.
Im Juli 1857 kehrte er in die USA zurück, organisierte zunächst Kunstausstellungen in seiner Heimatstadt und zog dann in die Nähe von New York City, wo er rasch Anerkennung fand. 1858 zeigte er erstmals einige seiner großformatigen Arbeiten bei der Jahresausstellung der National Academy of Design: Sein Gemälde des Vierwaldstättersees mit den Schweizer Alpen im Hintergrund fand großen Anklang – Bierstadt wurde 1860 zum Mitglied (NA) der Akademie gewählt.

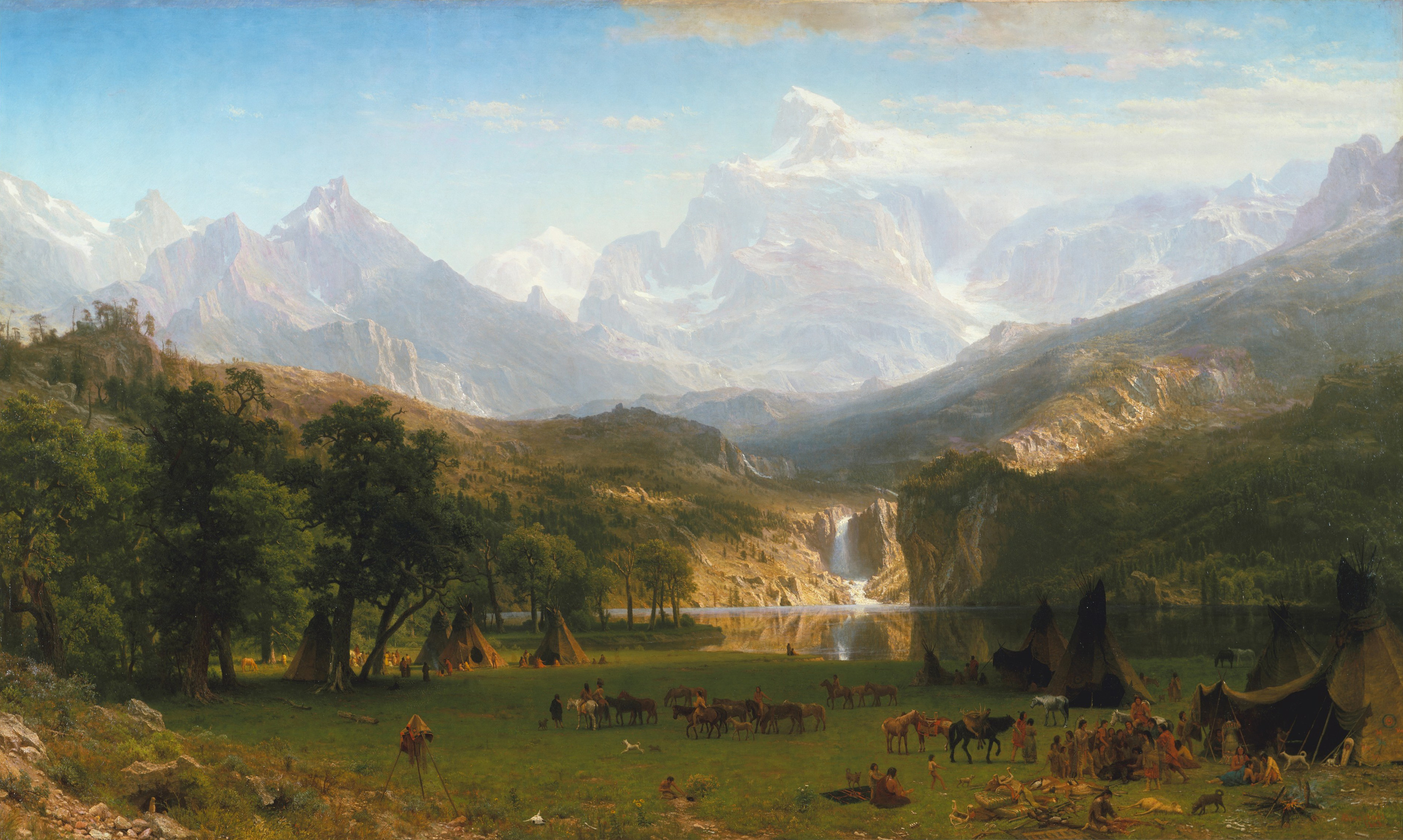
The Rocky Mountains, Lander’s Peak (1863)

Im Frühling und Sommer des Jahres 1859 nahm er an einer Expedition in den Westen teil: Der Oberst Frederick W. Lander hatte vom US-Innenministerium den Auftrag erhalten, eine Planwagenstrecke nach Kalifornien auszukundschaften. Bierstadt studierte vor allem Gegenden in Colorado und Wyoming und brachte zahlreiche Skizzen, Fotografien und indianische Artefakte mit nach Hause. Er bezog ein Atelier in dem berühmten Künstlerhaus The Tenth Street Studio Building in Manhattan, wo er seine neuen Bilder des amerikanischen Westens ausstellte und bald berühmt wurde.

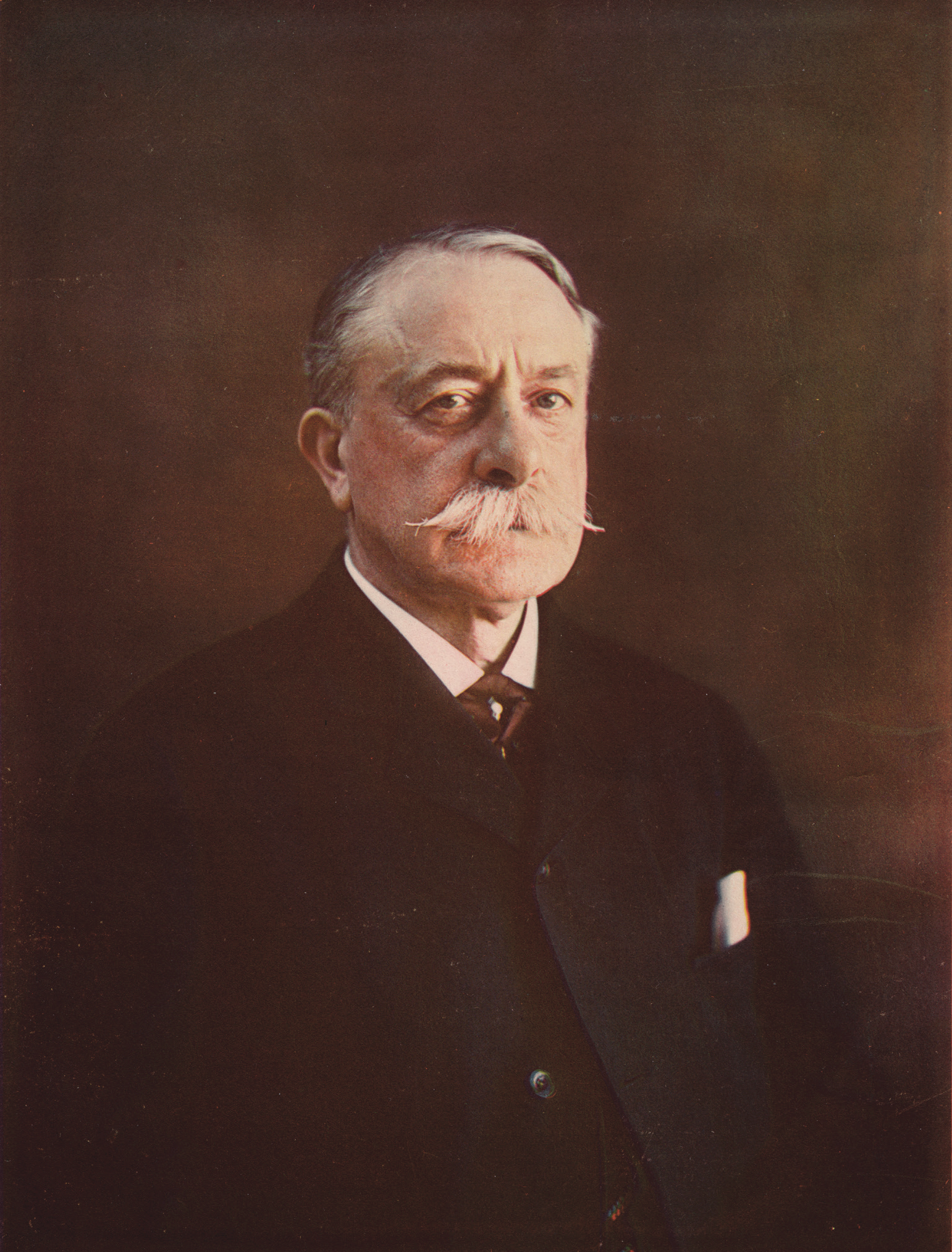
Albert Bierstadt in einer frühen Farbfotografie von seinem Bruder Edward Bierstadt, um 1895.

Bierstadts Arbeiten sind meist romantisch-verklärt und selten realistisch. Oft änderte er um des Effektes willen Details und liebte dramatische Lichteffekte. Bierstadt steht in der Tradition der akademischen Landschaftsmalerei und des Konzepts der heroischen Landschaft, wie sie in Europa üblich waren. Hierbei werden Landschaften nicht schlicht „abgemalt“, sondern in akademischer Manier komponiert – bestimmte Landschaftstypen lösen im Menschen nach Überzeugung der abendländischen Maltradition bestimmte Emotionen beim Betrachter aus. In dieser Tradition arbeitete auch Bierstadt.

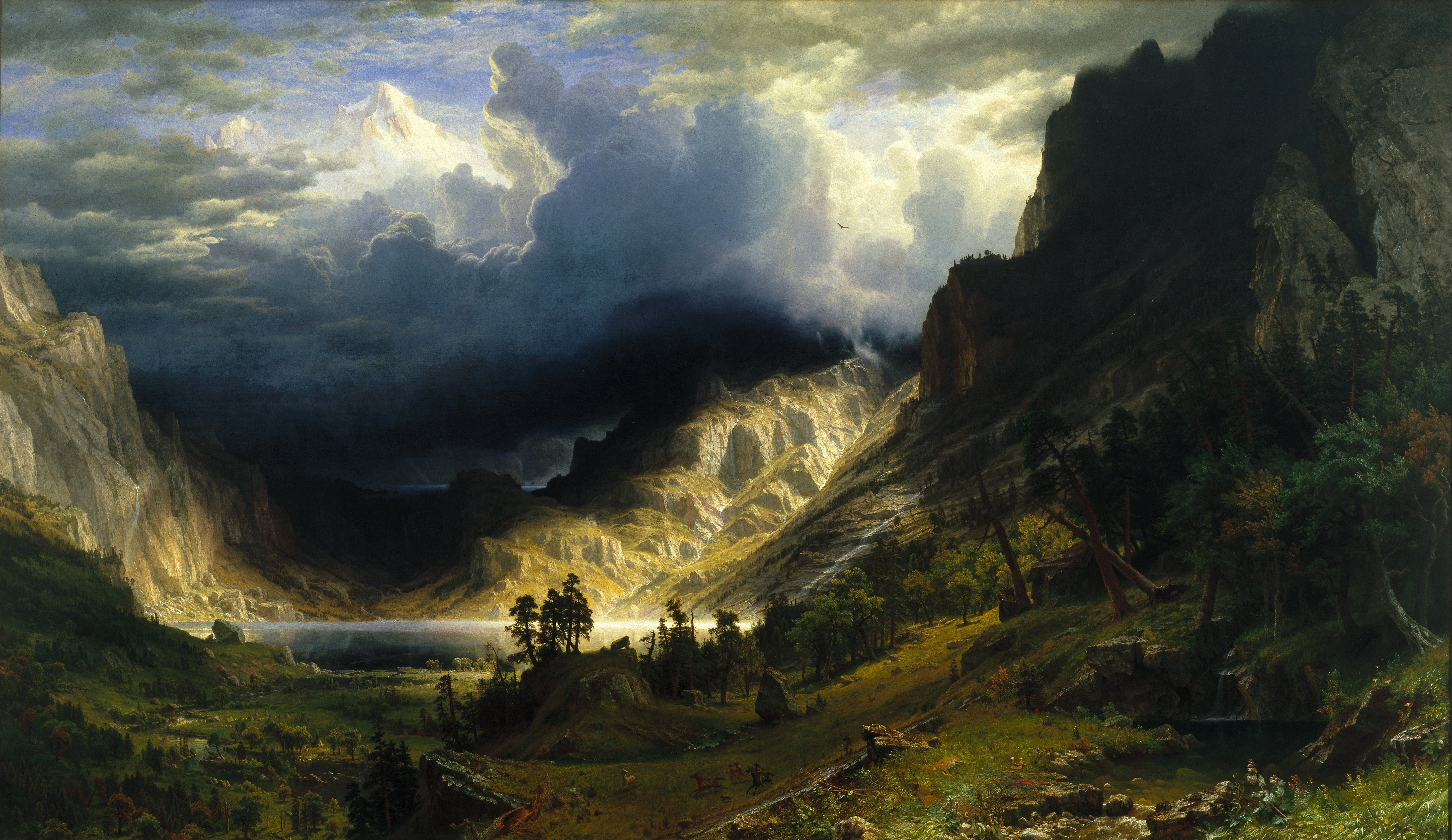
Storm in the Rocky Mountains, Mount Rosalie (1866) – Ein in der Nähe gelegener Berg erhielt als Mount Bierstadt den Namen des Malers.

1863 unternahm er in Begleitung des Schriftstellers Fitz Hugh Ludlow, eine Reise durch die Rocky Mountains, das Yosemite Valley, durch Oregon zum Columbia River bis an die Küste des Pazifischen Nordwestens Amerikas; Ludlow veröffentlichte über diese Reise später ein Buch.
Ludlow und seine Frau Rosalie Osborne (≈1841–1893) hatten 1864 eine Ehekrise. Rosalie wurde im Mai 1866 geschieden; einige Monate später heiratete sie Bierstadt.
1867 begab er sich in Begleitung seiner Frau zu einem zweieinhalbjährigen Aufenthalt nach Europa, wo er bereits zu großer Berühmtheit gelangt war. Zwei seiner Bilder – The Rocky Mountains, Lander’s Peak (1863) und Storm in the Rocky Mountains, Mount Rosalie (1866) wurden in London Königin Victoria vorgestellt. Die Meinung der Kritiker war allerdings geteilt. 1868 wurden seine Werke in der Königlichen Akademie der Künste Berlin ausgestellt, und er bekam für sein Bild Among the Sierra Nevada Mountains eine Goldmedaille verliehen.
Bierstadt hielt Kontakt zu Malern der Schule von Barbizon und zu englischen Landschaftsmalern. 1867 wurde ihm der Orden der Französischen Ehrenlegion verliehen, 1869 der österreichische Sankt-Stanislaus-Orden.

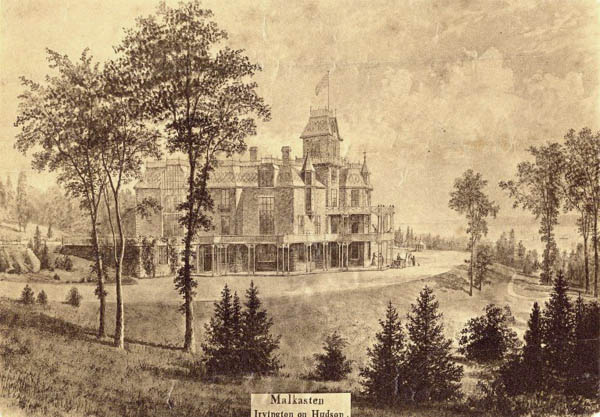
Villa Malkasten, benannt nach dem Düsseldorfer Künstlerverein Malkasten und dem Malkasten-Haus, anonyme Zeichnung des Landsitzes Bierstadts in Irvington-on-Hudson, um 1875

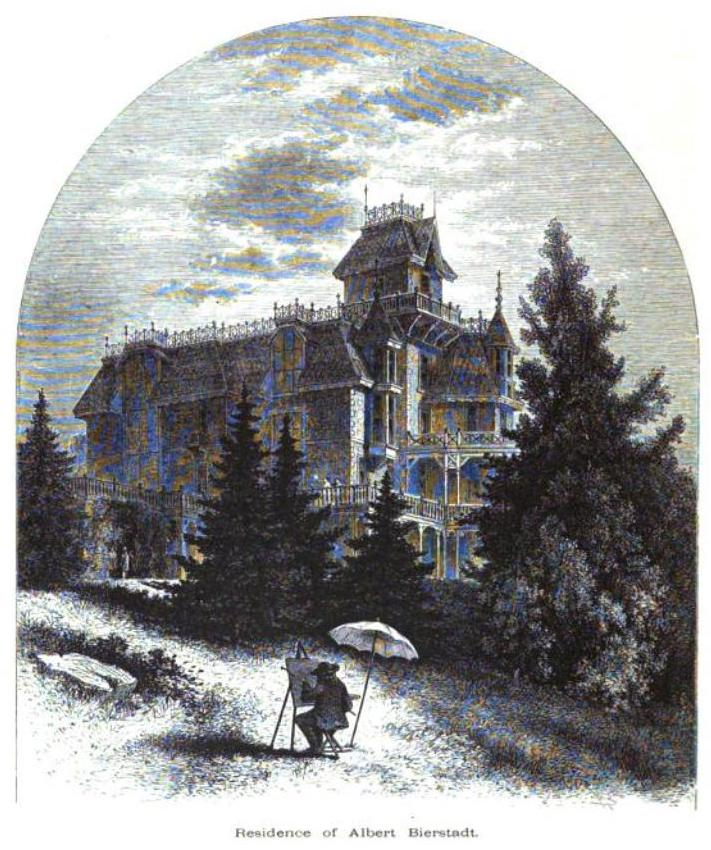
Villa Malkasten, um 1879

Von 1871 bis 1873 lebte er mit seiner Frau in Kalifornien, bereiste noch einmal den Westen und Kanada und besuchte die Bahamas, wo seine Frau, die an Schwindsucht erkrankt war, des milden Klimas wegen Wohnung bezogen hatte. Um 1874 bezog er mit seiner Frau in Irvington-on-Hudson die Villa Malkasten, ein nach dem Düsseldorfer Malkasten-Haus benanntes stattliches Landhaus mit großem Landschaftspark am Tappan Zee, einer Verbreiterung des Hudson River, knapp 40 Kilometer vor dem Zentrum New York Citys gelegen. Diese Villa, die etwa einen guten Kilometer vom Flussufer entfernt auf einer Anhöhe stand, ganz in der Nähe von Washington Irvings Landsitz Sunnyside, verfügte über große Atelierräume und eine großartige Aussicht auf die Landschaft.
Auf Reisen, die Bierstadt weiterhin unternahm, entstanden mehrere hundert Skizzen für spätere Ölbilder. Bis in die 1880er Jahre reiste der äußerst produktive Bierstadt noch durch Nordamerika und schuf Auftragsarbeiten, unter anderem für die US-amerikanische Regierung. Zwei seiner Monumentalwerke hängen im Capitol in Washington, D.C.
Nachdem Bierstadts Villa mit Atelier in Irvington-on-Hudson 1882 vollständig ausgebrannt war und er dabei alle seine noch unverkauften Bilder verloren hatte, zog er endgültig nach New York City. Allmählich schwand in dieser Zeit das Interesse an seinen Werken. Die US-amerikanische Gesellschaft war ganz auf technischen Fortschritt und industrielle Entwicklung ausgerichtet. Im ausgehenden 19. Jahrhundert, in dem in der Kunst Realismus und Naturalismus im Schwange waren, fanden romantisch inspirierte Monumentallandschaften, die einen heilen Garten Eden idealisierten und dessen Gefährdung pathetisch beschworen, kaum noch Anklang. Sein riesiges Gemälde The Last of the Buffalo, das er für die Pariser Weltausstellung 1889 einreichte, wurde vom US-amerikanischen Auswahlkomitee abgelehnt.

The Last of the Buffalo, 1888

Der Tod seiner Frau 1893 und andere Schicksalsschläge belasteten den alternden Künstler, der vereinsamt und mittellos im Jahr 1902 in New York verstarb; bereits 1895 hatte er seinen Bankrott erklären müssen. Nach seinem Tod war Bierstadt bald nahezu völlig vergessen, bis er in den 1960er Jahren im Zuge der Natur- und Umweltbewegung in den USA wiederentdeckt wurde. Vor allem seine kleinen, als „Vorarbeiten“ gedachten Ölskizzen wurden wieder ausgestellt und fanden späte Anerkennung. In den Wohnungen vieler amerikanischer Familien hängen heute wieder Reproduktionen seiner das Paradies des „Wilden Westens“ beschwörenden Bilder.
Heute gilt Albert Bierstadt als einer der bedeutendsten Maler der Düsseldorfer Malerschule. Auch der Hudson River School, gelegentlich auch Rocky Mountain School genannt, wird er zugeordnet. Dabei handelte es sich um einen losen Zusammenschluss von US-amerikanischen Ostküsten-Malern, die in ihren monumentalen Landschaftsbildern den unberührten amerikanischen Westen als Garten Eden der Neuen Welt verklärten. Bierstadts Werke hängen in den bedeutendsten Museen der USA und Europas und erzielen bei namhaften internationalen Auktionshäusern (etwa bei Christie’s) bisweilen Preise im siebenstelligen Bereich.
1898 wurde er in die American Academy of Arts and Letters gewählt.

## Werke (Auswahl)
- Canyonlandschaft (um 1860), Kunstmuseum Solingen, Solingen-Gräfrath
- The Rocky Mountains, Lander’s Peak (1863), Museum of Modern Art, New York City[8]
- Looking Down Yosemite Valley, California (1865), Birmingham Museum of Art, Alabama
- Storm in the Rocky Mountains, Mount Rosalie (210,8 × 361,3 cm) 1866, The Brooklyn Museum, New York City[9]
- The Domes of the Yosemite (1867), St. Johnsbury Athenaeum, Vermont[10]
- Emigrants Crossing the Plains (1867), National Cowboy Hall of Fame, Oklahoma City[11]
- Valley of Kern’s River, California (1875), Eremitage, Sankt Petersburg
- The Shore of the Turquoise Sea (1878), Privatbesitz
- Sunlight Through Storm (1870/80), Nordfriesisches Museum. Nissenhaus Husum
- The Last of the Buffalo (1888), Corcoran Gallery of Art, Washington, D.C.